# Banhegyia setispora
Banhegyia setispora är en svampart som beskrevs av L. Zeller & Tóth 1960. Banhegyia setispora ingår i släktet Banhegyia och familjen Patellariaceae.   Inga underarter finns listade i Catalogue of Life.